# Крупянское
Крупянское (укр. Круп'янське) — село в Волоковской сельской общине Черновицкого района Черновицкой области Украины.
Население по переписи 2001 года составляло 751 человек. Почтовый индекс — 60533. Телефонный код — 3740. Код КОАТУУ — 7320780803.

## История
В 1946 г. Указом ПВС УССР село Пасат переименовано в Крупянское.
До 2020 года входило в Герцаевский район